# Luis de la Escosura y Morrogh
Luis de la Escosura y Morrogh (Madrid, 15 de septiembre de 1829 – Madrid, 6 de junio de 1904) fue un ingeniero de minas, químico e historiador español, hermano del escritor del Romanticismo Patricio de la Escosura y del periodista Narciso de la Escosura.

## Biografía
Hijo del historiador y académico Jerónimo de la Escosura y López de Porto y de Ana Morrogh Wolcott, fue inspector general del Cuerpo de Ingenieros de Minas, director de la Escuela Especial del mismo Cuerpo y profesor en ella de Química Analítica y de Docimasia, presidente de la Junta Superior Consultiva Facultativa de Minería, senador del reino y autor de obras científicas y de trabajos químicos especiales. Fue elegido el 11 de febrero de 1867 miembro de la Real Academia de Ciencias Exactas, Físicas y Naturales de Madrid con un discurso sobre "Límites del análisis químico" y tomó posesión el 4 de julio de 1869. Fue redactor de la Revista Minera, creada en 1850 y de larga trayectoria.
Experto en ingeniería hidráulica, construyó diversas fuentes en Toledo y Ciudad Real, y, examinando los papeles manuscritos del ingeniero italiano Juanelo Turriano y comparándolos con los tratados italianos de la época y varias fuentes literarias del Siglo de Oro (Cervantes, José de Valdivielso, Lope de Vega, Luis Quiñones de Benavente, Francisco de Quevedo), consiguió aclarar la descripción que dio Morales del llamado Artificio de Juanelo, un mecanismo hidráulico que servía para levantar el agua del Tajo hasta la ciudad de Toledo.
Casado con Plácida Tablares, tuvo con ella una hija llamada Mariana de la Escosura Tablares.

## Obras
- Historia del tratamiento metalúrgico del azogue en España, Madrid, Imprenta y Fundición de M. Tello, 1878.
- "El artificio de Juanelo y el puente de Julio César", Memorias de la Real Academia de Ciencias Exactas, físicas y Naturales de Madrid (tomo XIII, parte 2.ª, 1888, 113 pp.
- Introducción al Estudio de la Química Analítica Cualitativa, Madrid: Sucesores de Rivadeneyra, 1894.

## Distinciones honoríficas
- Caballero Gran Cruz de la Orden Civil de María Victoria (Reino de España, 03/01/1873).[4][5]